# Motor SV

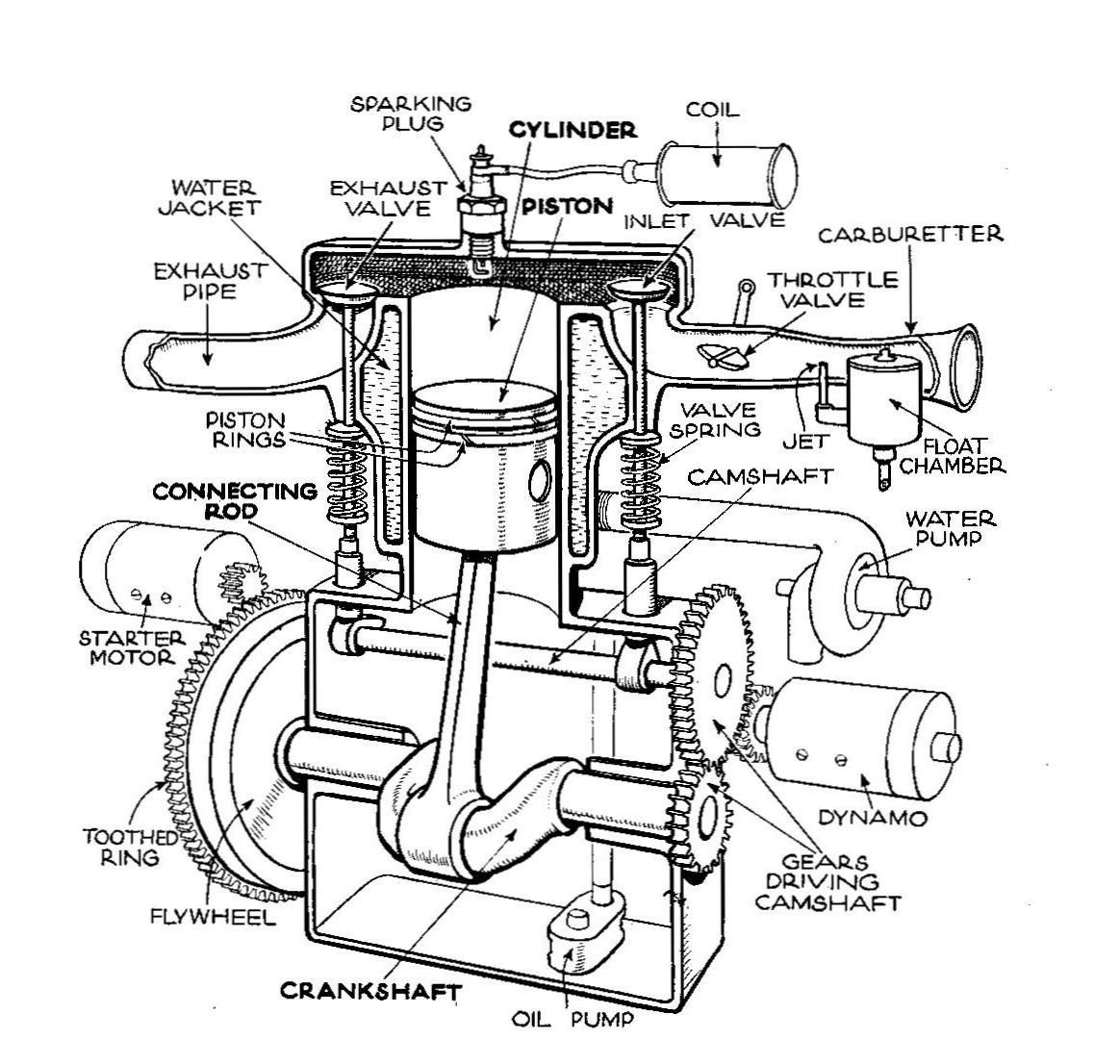
Un motor de vàlvula lateral de culata T.

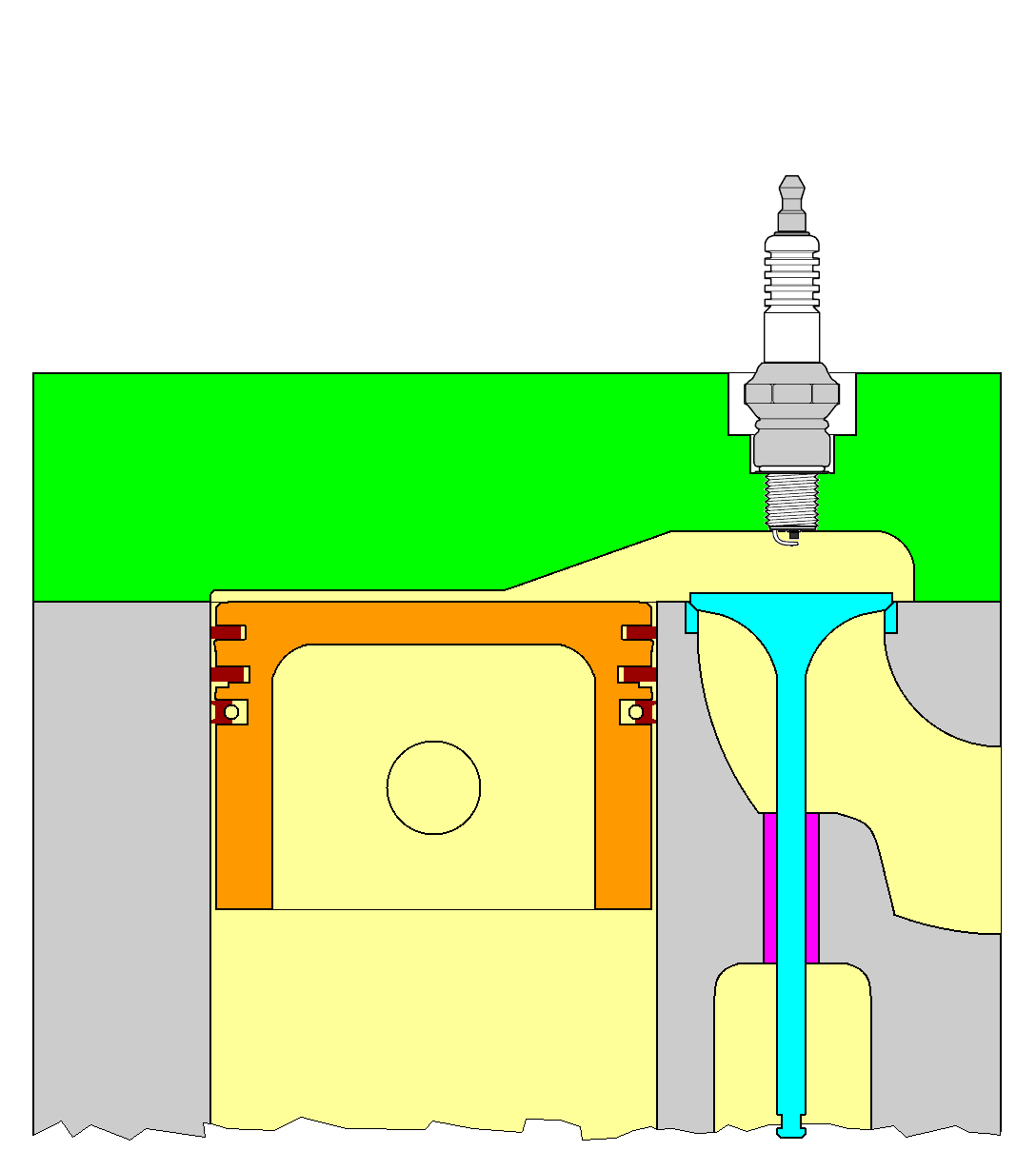
L’arranjament habitual en culata L

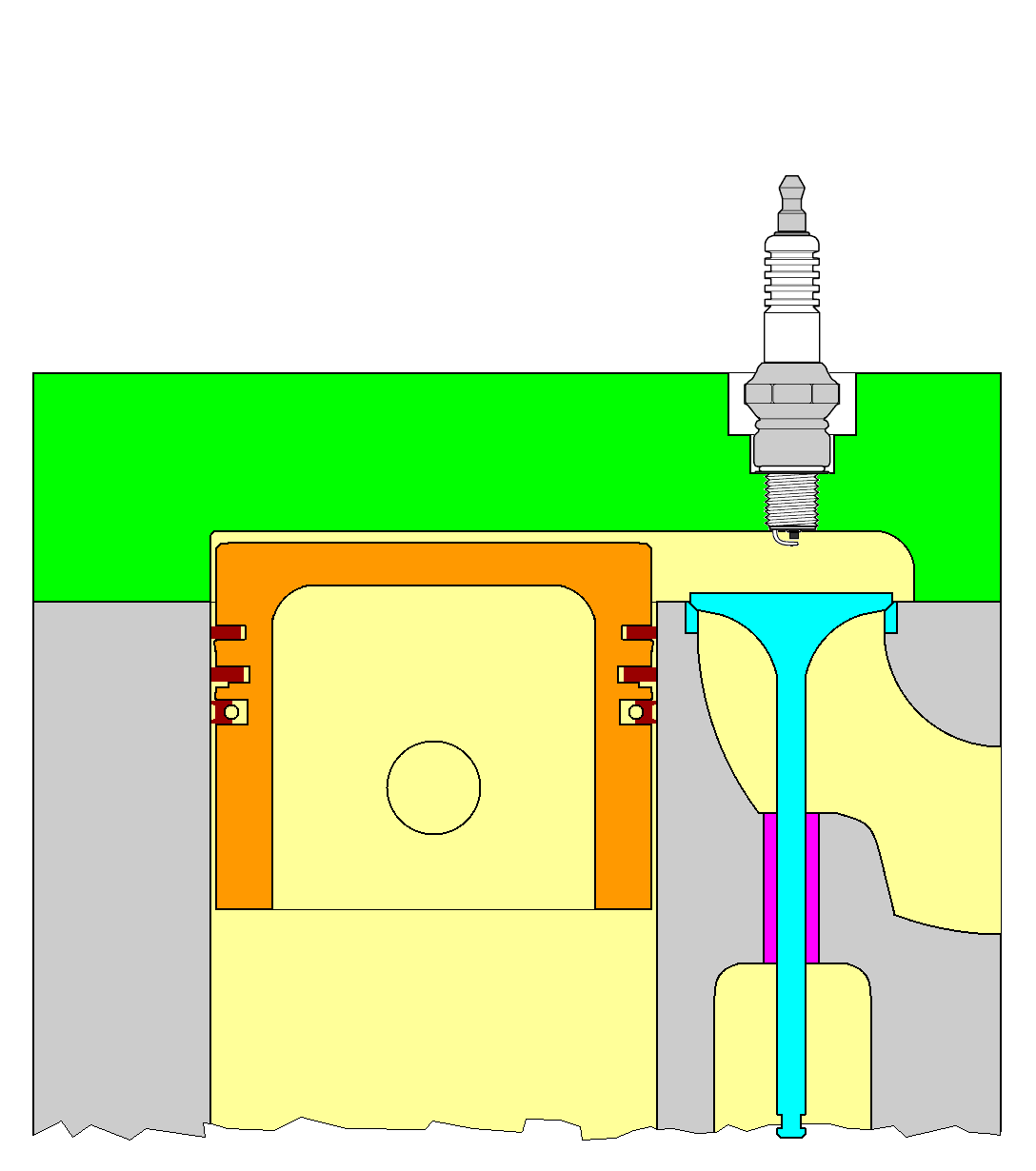
Es poden utilitzar pistons emergents per augmentar la relació de compressió

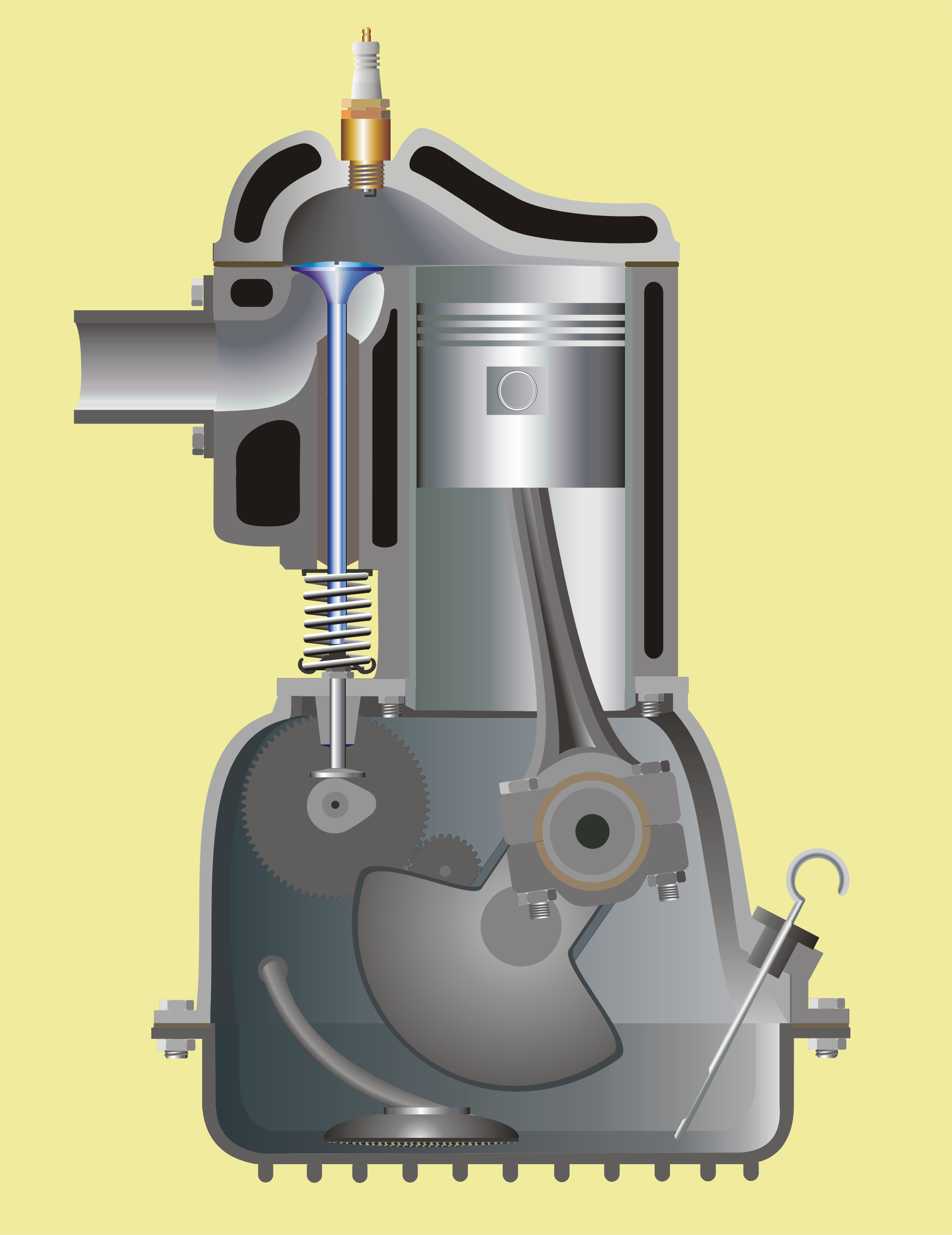
culata plana amb el culata turbulent de Ricardo

Un motor de culata plana (en anglès: flathead engine), també conegut com a motor de vàlvula lateral (en anglès: sidevalve engine, SV) o motor de vàlvules al bloc, és un motor de combustió interna amb les seves vàlvules contingudes dins el bloc del motor en comptes de a la culata com en un motor de vàlvula aèria (OHV).
Les culates planes van ser àmpliament utilitzades internacionalment pels fabricants d'automòbils des de finals de la dècada de 1890 fins a mitjans de la dècada de 1950, però van ser substituïdes per motors de vàlvules aèries i d'arbre de lleves més eficients. Actualment experimenten un revifament en motors aeronàutics de baixa velocitat com el D-Motor.

## El disseny de la vàlvula lateral
L'engranatge de la vàlvula comprèn un eix de lleves situat baix al bloc de cilindres que fa funcionar les vàlvules de seient mitjançant punteres i varetes de pressió curtes (o de vegades sense varetes). El sistema de culata plana evita la necessitat d'altres components del tren de vàlvula, com ara llargues varetes, braços basculants, vàlvules aèries o arbres de lleves. Les vàlvules laterals solen ser adjacents, situades a un costat del cilindre (s), tot i que algunes capes planes apliquen la variant menys comuna de "flux creuat" de "culata en T". En un motor amb culata en T, els gasos d'escapament surten del costat oposat del cilindre de la vàlvula d'admissió.
La cambra de combustió del motor de vàlvula lateral no es troba per sobre del pistó (com en un motor OHV (vàlvules en culata), sinó cap el costat, per sobre de les vàlvules. La bugia es pot col·locar sobre el pistó (com en un motor OHV) o per sobre de les vàlvules; però els dissenys d'avions amb dues vàlvules per cilindre poden utilitzar una o les dues posicions.
Es poden utilitzar "pistons emergents" amb caps compatibles per augmentar la relació de compressió i millorar la forma de la cambra de combustió per evitar cops. Els pistons "emergents" s'anomenen així perquè, al centre mort superior, sobresurten per sobre de la part superior del bloc de cilindres.

## Avantatges
Els avantatges d'un motor de vàlvula lateral inclouen: simplicitat, fiabilitat, baix recompte de peces, baix cost, baix pes, compacitat, potència sensible a baixa velocitat, baix soroll mecànic del motor i insensibilitat al combustible de baix octanatge. L'absència d'un tren de vàlvula complicat permet un motor compacte que és barat de fabricar, ja que la culata pot ser poc més que una simple fosa de metall. Aquests avantatges expliquen per què els motors de vàlvules laterals es van utilitzar durant molts anys per als turismes, mentre que els dissenys OHV es van especificar només per a aplicacions d'alt rendiment com ara avions, cotxes de luxe, esportius i algunes motocicletes .
Al punt mort superior, el pistó s’acosta molt a la porció plana de la culata i la turbulència squish resultant produeix una excel·lent barreja de combustible / aire. Una característica del disseny de la vàlvula lateral (particularment beneficiosa per a un motor aeronàutic) és que si una vàlvula agafava la seva guia i romania parcialment oberta, el pistó no es faria malbé i el motor continuaria funcionant amb seguretat sobre els altres cilindres.

## Desavantatges
Els principals desavantatges d'un motor de vàlvula lateral són un flux de gas deficient, una forma de cambra de combustió pobra i una relació de compressió baixa, tot això resulta en un motor de baix rendiment amb baixa potència de sortida i baixa eficiència. Com que els motors de vàlvula lateral no cremen el combustible de manera eficient, pateixen elevades emissions d'hidrocarburs.
Els motors de vàlvula lateral només es poden utilitzar per a motors que funcionen segons el principi Otto. La forma de la cambra de combustió no és adequada per als motors dièsel.
En un motor de vàlvula lateral, els gasos d'admissió i d'escapament segueixen un recorregut circuitós, amb poca eficiència volumètrica o “poca respiració”, sobretot perquè els gasos d'escapament interfereixen amb la càrrega entrant. Com que l'escapament segueix un llarg camí per deixar el motor, hi ha una tendència a que el motor es sobreescalfi. (Nota: això és cert per als motors de culata plana de tipus V, però té menys problemes per als motors en línia que solen tenir els ports d'admissió i d'escapament al mateix costat del bloc del motor.) Tot i que un motor de vàlvula lateral pot funcionar de forma segura a gran velocitat, la seva eficiència volumètrica es deteriora ràpidament, de manera que les potències d'alimentació elevades no són factibles a la velocitat. L'elevada eficiència volumètrica era menys important per als primers vehicles perquè els seus motors poques vegades mantenien velocitats elevades ampliades, però els dissenyadors que buscaven potències més elevades van haver d'abandonar la vàlvula lateral. Un compromís utilitzat pels Willys Jeep, Rover, Landrover i Rolls-Royce a la dècada de 1950 va ser la vàlvula "culata F" (o vàlvula "admissió-sobre-escapament"), que té una vàlvula lateral i una vàlvula aèria per cilindre.
La cambra de combustió allargada de la culata plana és propensa a la preignició (o "picat") si augmenta la proporció de compressió, però millores com la ignició per làser o l'encesa per microones poden ajudar a prevenir el picat. Les ranures de turbulència poden augmentar el remolí a l'interior de la cambra de combustió, augmentant així el parell, especialment a baixes revolucions. Una millor barreja de la càrrega de combustible / aire millora la combustió i ajuda a evitar cops.
Un avanç en la tecnologia de culata plana va resultar de l'experimentació de la dècada de 1920 per Sir Harry Ricardo, que va millorar la seva eficiència després d'estudiar les característiques del flux de gas dels motors de vàlvula lateral.

La dificultat per dissenyar una culata plana d'alta relació de compressió significa que la majoria solen ser dissenys d'encesa per espurna i que els dièsel de culata plana són pràcticament desconeguts.

## Història i aplicacions
L'arranjament de les vàlvules laterals era especialment comú als Estats Units i s’utilitzava per a motors de vehicles de motor, fins i tot per a motors amb una potència específica elevada. Dissenys Sidevalve són encara comuns per a moltes petites d'un sol cilindre o de dos cilindres motors, com ara talladores de gespa, rotocultores, tractors de dues rodes i altres maquinària bàsica granja.

### Motors d'automòbil

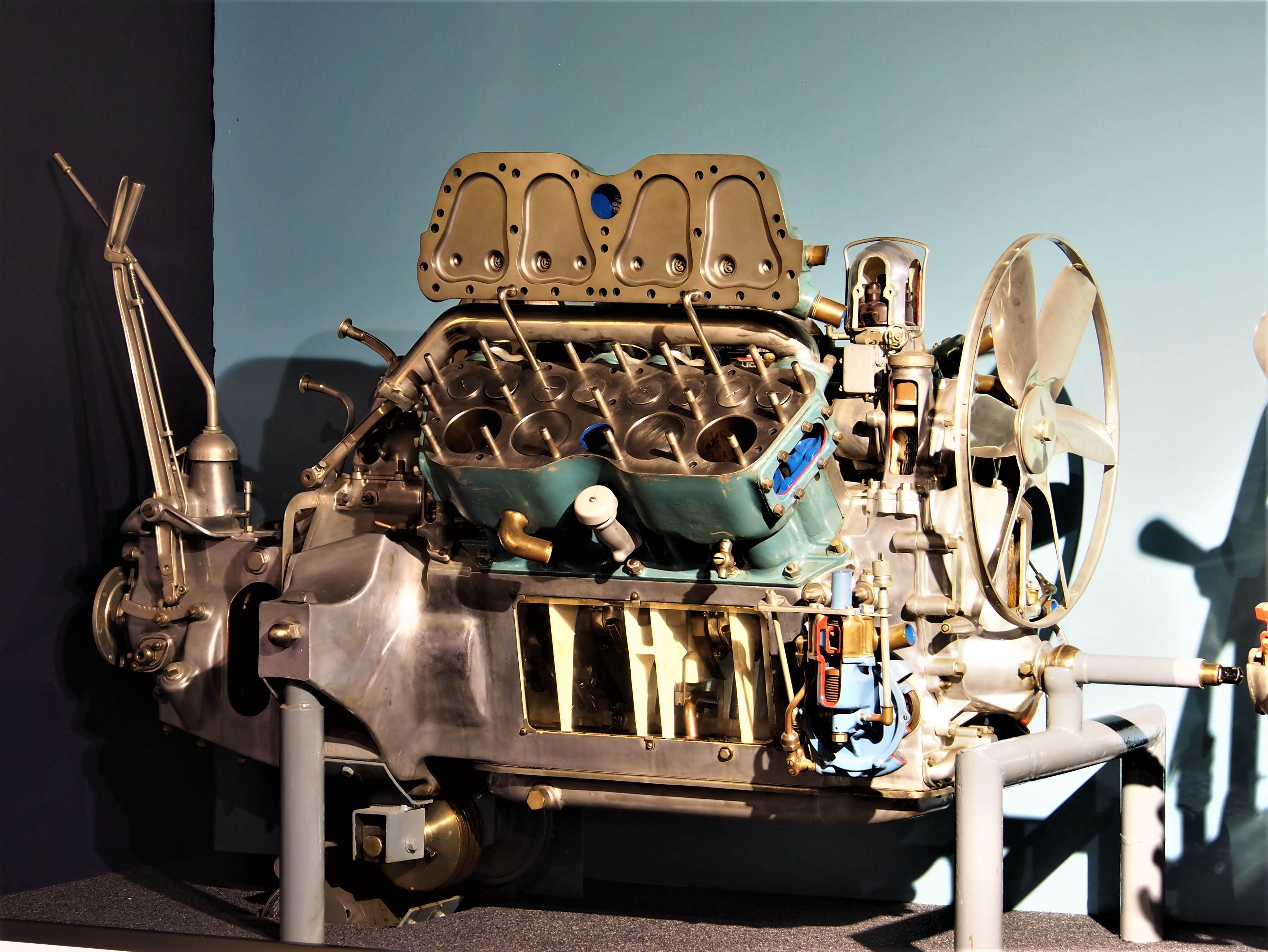
Bloc motor Cadillac de culata plana

Els motors de culata plana de múltiples cilindres s’utilitzaven per a automòbils com el Ford Model T, el motor V8 de culata plana Ford i el motor Ford Sidevalve. Cadillac va produir motors de culata plana V-16 per als seus cotxes de luxe de la Sèrie 90 del 1938 al 1940. Després de la Segona Guerra Mundial, els dissenys de culata plana van començar a ser substituïts pels dissenys OHV (vàlvula aèria). Els culatas plans ja no eren habituals als cotxes, però continuaven en vehicles més rudimentaris com els Jeeps militars fora de carretera. Als cercles d'automòbils personalitzats i hot rod dels Estats Units, encara es veuen exemples restaurats dels primers V8 de culata plana plat de Ford.

### Motors aeronàutics
La simplicitat, la lleugeresa, la compacitat i la fiabilitat poden semblar ideals per a un motor aeronàutic, però a causa de la seva baixa eficiència, els primers motors de culata plana es van considerar inadequats. Dues excepcions notables van ser l'American Aeronca E-107 de doble oposat de motors d'aviació de 1930 i el Continental A40 plana 4 de 1931, que es va convertir en un dels motors d'avions lleugers més populars de la dècada de 1930. Dues capes planes modernes són el belga D-Motor flat-fours i el flat-sixes. Aquests són extremadament oversquare motors d'aviació i compactes amb transmissió directa a una hèlix.

### Motocicletes
Els dissenys Flathead s’han utilitzat en diverses motocicletes d'abans de la guerra, en particular US V-twins com Harley-Davidson i Indian, alguns senzills britànics, bessons plans BMW i còpies russes de les mateixes. La Cleveland Motorcycle Manufacturing Company va produir un motor de quatre cilindres en línia amb culata T en la dècada de 1920.

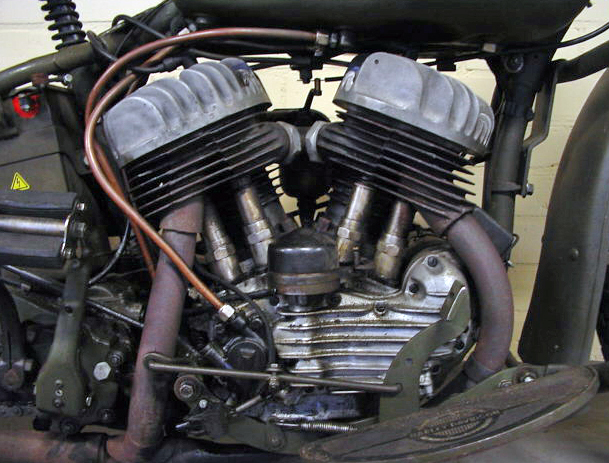
culata plana de Harley-Davidson
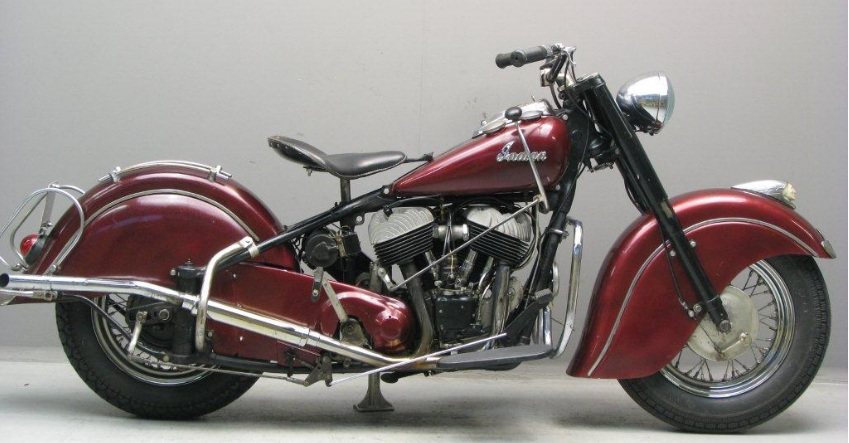
Indian Chief Black Hawk
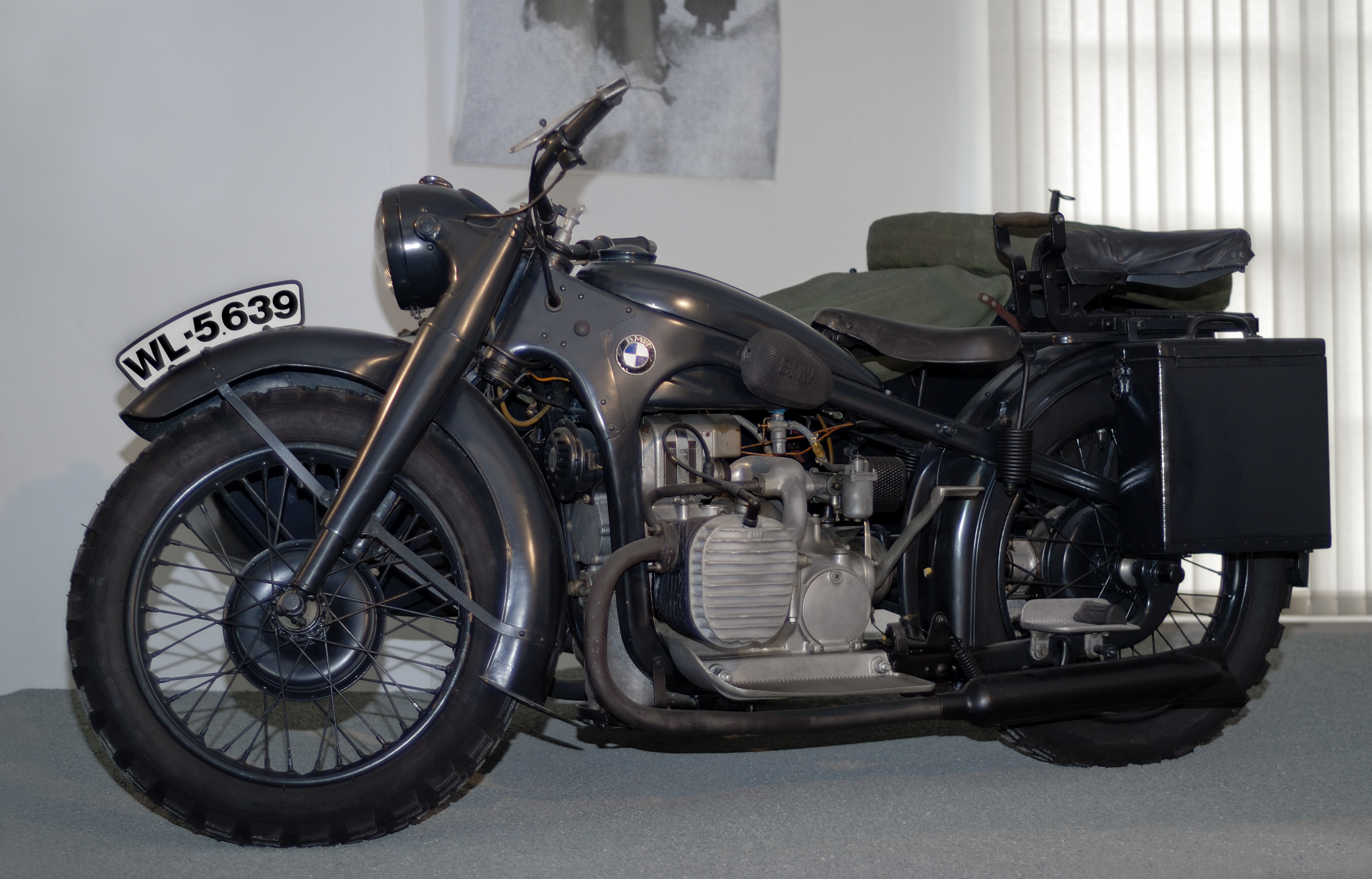
BMW R12
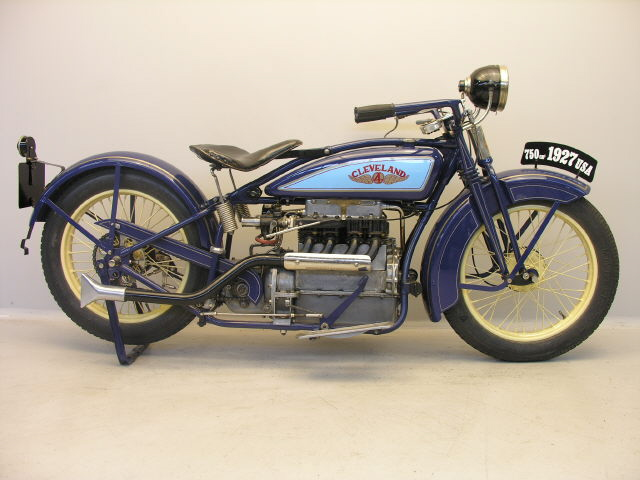
Cleveland Model 4-45